# Léonie Martin
Pour les articles homonymes, voir Léonie et Martin.
Léonie Martin, née le 3 juin 1863 à Alençon et morte le 17 juin 1941 à Caen, est une religieuse visitandine française qui prit le nom de Sœur Françoise-Thérèse. Fille de Louis et Zélie Martin (canonisés en 2015), c'est l'une des quatre sœurs aînées et disciple de Thérèse de Lisieux (canonisée en 1925, Docteur de l'Eglise en 1997). Léonie Martin est déclarée servante de Dieu en janvier 2015.

## Biographie

### Jeunesse
Léonie Martin est née le 3 juin 1863 à Alençon, fille de Louis et Zélie Martin. Elle est baptisée le lendemain de sa naissance à l’église Saint Pierre de Montsort, en la solennité du Très Saint Sacrement. Ses 16 premiers mois de vie sont très incertains, l'enfant se situant « entre la vie et la mort ».
Troisième enfant du couple, sa naissance inaugure un quart de siècle de souffrances pour la famille Martin. Léonie est affublée, selon le R.P. Stéphane-Joseph Piat, d’une « certaine débilité intellectuelle » et de « déficiences physiques causées par une succession ininterrompue de maladies, qui avaient entravé sa croissance ». 
Dès sa naissance et jusqu'à ses 14 ans, elle est confrontée à de nombreuses épreuves, sa santé est particulièrement fragile,  les deuils familiaux se succèdent sur fond de guerre franco-prussienne. Durant 9 ans, elle endure les maltraitances d'une jeune servante. Émotive, elle développe un eczéma qui la fera souffrir toute sa vie. Elle est entourée de sœurs douées et sages, dont la future sainte Thérèse de Lisieux, mais souffre de la mort de sa cadette et compagne de jeu : Hélène, la préférée de sa mère qui meurt en 1870 à l'âge de 5 ans, tandis que les deux frères qui suivent meurent au berceau. 

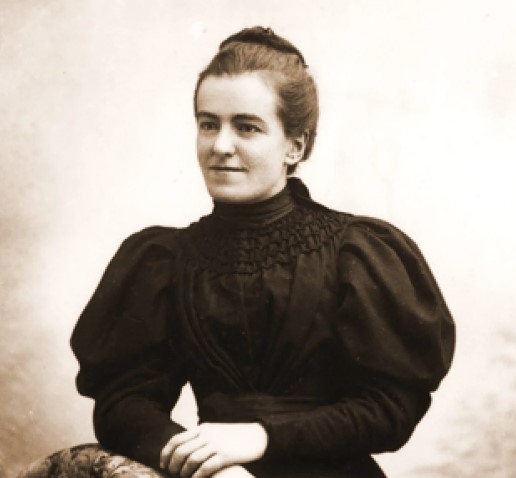
Léonie Martin jeune fille.

Comme ses sœurs aînées, elle est envoyée au pensionnat de la Visitation du Mans, où elle est l'élève de Sœur Marie-Dosithée, sa tante maternelle, religieuse visitandine. Mais elle est rapidement renvoyée à cause de sa turbulence. Elle est également sous l’emprise de Louise Marais (1849-1923), une jeune domestique violente et limitée, ce dont sa mère ne se rendra compte que quelques mois avant de mourir. Léonie est ainsi « ingouvernable » et souffre d’un complexe d’infériorité durant toute son enfance. Après la « clarification de la situation avec la domestique », Léonie commence à se transformer et la situation s'améliore.
Selon Marie Baudoin-Croix, elle inquiète ses parents et ses sœurs qui développent alors autour d’elle des « trésors d’amour, de patience, de prière ». Sa tante religieuse prédit alors : « c’est une enfant difficile à élever et dont l’enfance ne donnera aucun agrément, mais je crois qu’ensuite, elle vaudra autant que ses sœurs ». Zélie se rend à Lourdes et offre son pèlerinage pour Léonie tandis que cette dernière, qui a 14 ans, prie pour mourir à la place de sa mère. Léonie perd finalement sa mère le 28 août 1877, deux mois plus tard.
Lorsque la famille s'installe à Lisieux, Léonie peut terminer son éducation au pensionnat des religieuses bénédictines. 
En 1882, sa sœur Pauline entre au Carmel de Lisieux. En 1884, Léonie est choisie par Thérèse comme marraine de confirmation. En 1886, c'est Marie, l'aînée de la fratrie qui entre au Carmel. En 1888, Thérèse , la benjamine, entre à son tour au Carmel tandis que leur père, atteint d'une maladie dégénérative, est admis à l'hôpital psychiatrique de Caen. Enfin, Céline entre également au Carmel de Lisieux en 1894, après la mort de leur père dont elle s'est occupée jusqu'à la fin.

### Vie religieuse

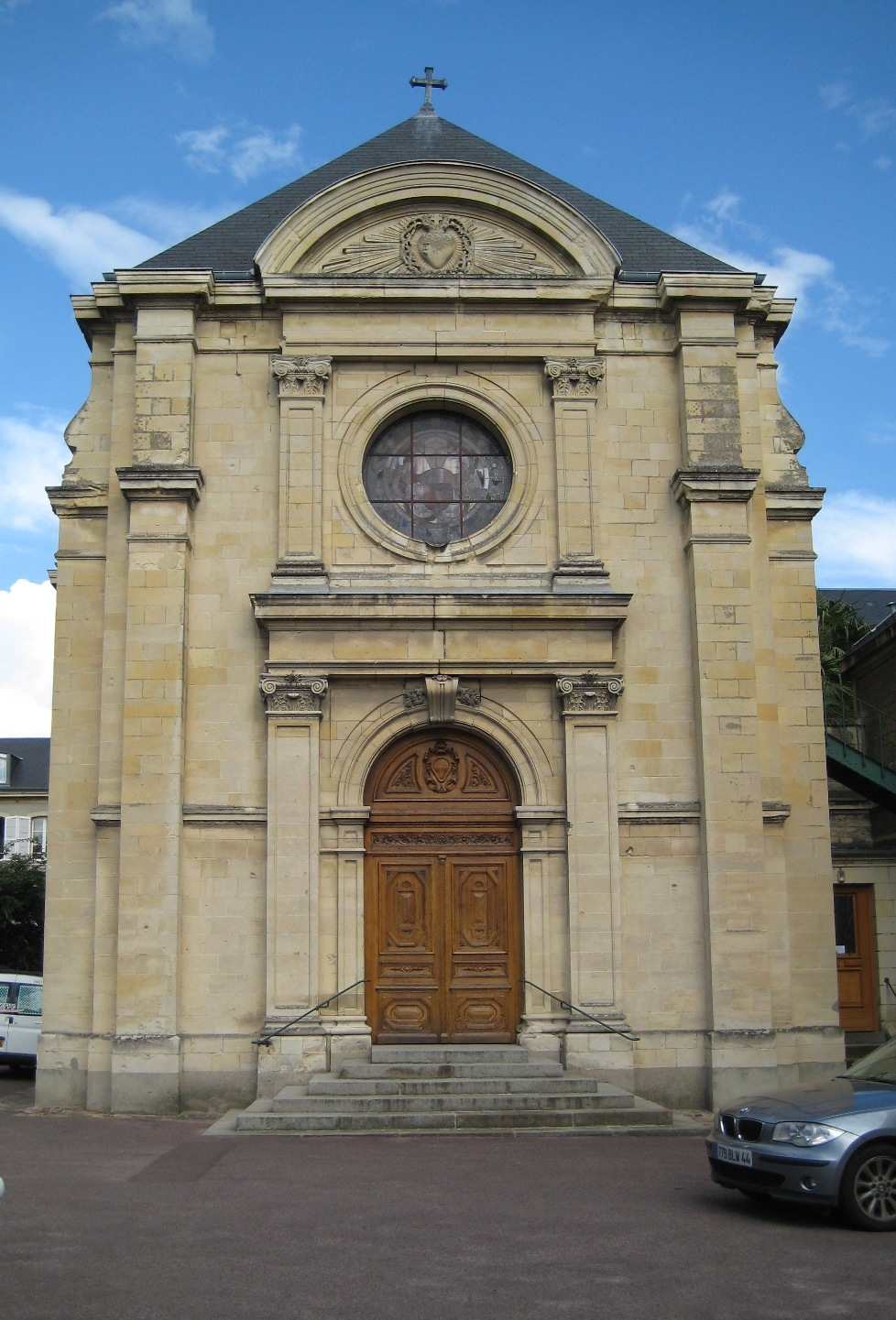
Chapelle du monastère de la Visitation de Caen.

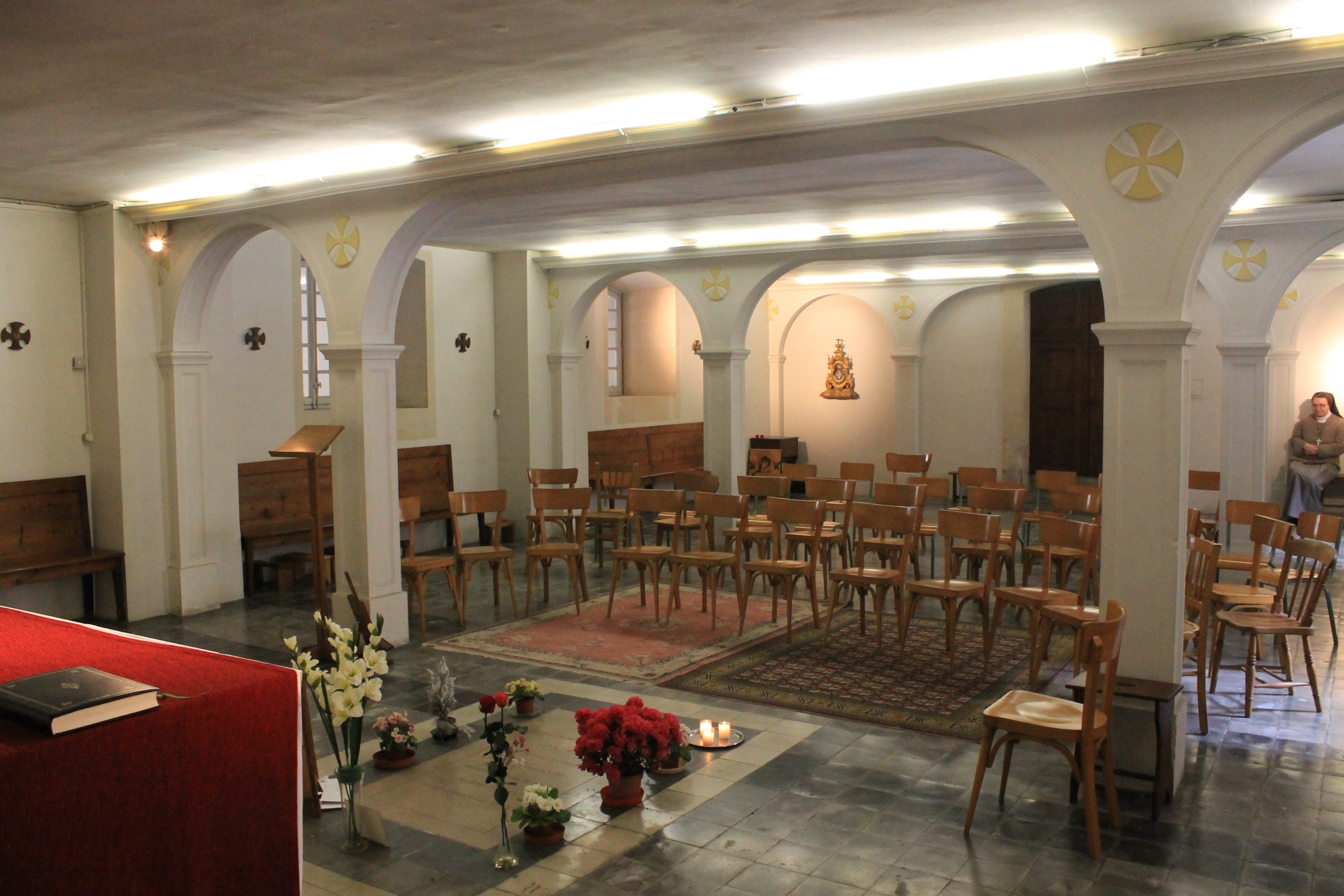
Crypte du monastère où se trouvait la tombe de Léonie Martin avant son exhumation le 25 avril 2015.

Devenue adulte, Léonie est attirée par la vie religieuse mais doit d'abord essuyer plusieurs refus :
- En 1886, Léonie entre chez les clarisses. Elle n’y reste que 7 semaines, puis retourne au domicile familial.
- Le 16 juillet 1887, Léonie entre chez les visitandines de Caen. Elle y reste six mois, et en ressort le 6 janvier 1888.
- Le 24 juin 1893, Léonie fait un second essai de vie religieuse chez les visitandines de Caen. Le 6 avril 1894, elle fait sa prise d'habit et prend le nom de Sœur Thérèse-Dosithée. Mais le 20 juillet 1895 elle quitte le couvent et revient vivre chez son oncle à Lisieux.

Ce dernier échec est lié à « l'excès d'autorité de la supérieure » qui l'oblige à quitter (pour une seconde fois) le couvent des Visitandines. Cependant, l'arrivée de deux nouvelles religieuses visitandines dans le couvent, et le décès de plusieurs autres religieuses (du couvent) amènent un changement dans la communauté visitandine de la ville : les exigences sur les nouvelles entrantes ne sont plus les mêmes. Ainsi, plusieurs femmes ayant quitté la communauté visitandine y font leur retour. Léonie demande également à revenir dans la communauté, et en 1899, elle y entre définitivement  sous le nom de Sœur Françoise-Thérèse. Elle s’applique alors à vivre en véritable disciple de sa sœur Thérèse (morte deux ans plus tôt). Selon Élisabeth de Baudoüin de la Congrégation pour les causes des saints, la vie de Léonie peut se résumer à ces mots qu'elle a faits siens, du Père Debuquois : « Ô mon Dieu, dans ma vie où Vous avez mis peu de ce qui brille, faites que comme Vous, j’aille aux valeurs authentiques, dédaignant les valeurs humaines pour estimer et ne vouloir que l'absolu, l'éternel, l’Amour de Dieu, à force d'Espérance ». 
Le 2 juillet 1900, à l'occasion de la fête de la Visitation, Léonie prononce ses vœux définitifs sous le nom de Sœur Françoise-Thérèse. Ordonnée et méticuleuse à l'excès, Léonie occupe les services du réfectoire, puis de la sacristie. Léonie est appelée à déposer son témoignage lors du procès en béatification de sa sœur Thérèse. À cette occasion, en 1915, elle se rend au Carmel de Lisieux et y rencontre ses trois autres sœurs. Après la béatification de Thérèse, de plus en plus de visiteurs et de pèlerins se pressent au couvent des Visitandines pour voir Léonie, la sœur de Thérèse. Pour la canonisation de Thérèse, en 1925, Léonie ne se rend pas à Rome pour assister à l'événement car elle est une religieuse cloîtrée, mais une sœur tourière du couvent s'y rend pour représenter toute la communauté. Quelque temps plus tard, Léonie reçoit, dans son couvent, la visite du légat du pape.
Léonie est reconnue pour son humour, sa charité mais aussi et surtout pour sa discrétion. Sa devise est : « la petitesse fait toute ma joie ». Selon le Père Pascal Marie, « elle veut vivre cachée, dans la discrétion avec Jésus ». Elle est également considérée comme étant la meilleure disciple de Thérèse, celle des sœurs Martin qui a le mieux compris et pratiqué la « voie de l'enfance spirituelle » enseignée par Thérèse de Lisieux.
En 1930, Léonie est atteinte d'une grippe qui se complique en une congestion pulmonaire. On la croit perdue et elle reçoit les derniers sacrements. Sa santé s'améliore légèrement, et elle reprend son service, aidant de son mieux ses sœurs religieuses. En 1941, régulièrement malade, elle quitte sa cellule pour s'installer à l'infirmerie du couvent. En mai, elle est atteinte d'une grippe qui l'affaiblit encore plus. Le 12 juin, elle est retrouvée sans connaissance. Léonie meurt dans la nuit du 16 au 17 juin 1941, peu après minuit, à l'âge de 78 ans. Le vendredi 20 juin, son corps est exposé dans la chapelle du couvent et des milliers de personnes se succèdent pour lui rendre un dernier hommage. Ses funérailles, célébrées le samedi 21, sont présidées par le grand-vicaire de l'évêque (l'évêque étant empêché pour raison de maladie). À l'issue de la célébration, elle est menée en procession pour être inhumée dans la crypte du monastère.

## Vénération et béatification
Peu de temps après sa mort, de nombreux catholiques du monde entier demandent son intercession ou la remercient des grâces obtenues par sa prière. De nombreux pèlerins se pressent ainsi sur sa tombe dans la chapelle du couvent. Léonie est alors vénérée comme la « sainte patronne » des enfants difficiles. 
Le 25 mars 2012, Mgr Jean-Claude Boulanger, évêque de Bayeux et Lisieux, émet un imprimatur concernant une prière demandant que Léonie soit déclarée vénérable. Le 16 juin 2013, le sanctuaire de Lisieux informe que le procès de béatification est en cours,. Le 24 janvier 2015, après avoir obtenu l'accord de la Congrégation pour les causes des saints, Mgr Boulanger déclare Léonie servante de Dieu au cours d’une messe qu'il célèbre au monastère des Visitandines de Caen. Son corps est retrouvé dans un bon état de conservation lorsqu'il est exhumé pour la reconnaissance de ses reliques, le 25 avril 2015, dans le cadre de la cause pour sa béatification. Seules les extrémités des pieds manquent. 
Le procès de béatification est ouvert officiellement le 2 juillet 2015 en la chapelle du monastère des Visitandines de Caen. Léonie Martin, revêtue de son habit de visitandine, a été déposée dans une châsse de verre le 18 juillet 2016. Le 21 janvier 2017, après la messe célébrée par Mgr Boulanger à cette occasion, la châsse de la Servante de Dieu Sœur Françoise-Thérèse a été déposée dans son nouveau tombeau construit dans la chapelle du monastère. 
L'enquête diocésaine a été clôturée le 22 février 2020 par Mgr Boulanger en la chapelle du monastère de la Visitation de Caen, qui a ensuite remis le dossier de la cause en béatification et canonisation de Léonie Martin à la Congrégation pour la cause des saints à Rome le 10 mars 2020. La prochaine étape va désormais consister à étudier les « vertus » de Léonie Martin. Si la réponse est favorable, elle deviendra « vénérable ». Elle a déjà reçu le titre de Servante de Dieu.